# Naso (Adelsgeschlecht)

Wappen derer von Naso

Die Familie von Naso (Nase, Nasen) war ein sächsisch-thüringisches Adelsgeschlecht.

## Geschichte
Erstmals wurde die Familie mit Bernhard von Naso 1550 auf Altengottern genannt. Die Familie hatte Güter am Ostrand des Hainich – in den Orten Altengottern und Flarchheim sowie in den Orten Gleina, Guttsmannshausen und Osterhausen.

## Bekannte Namensträger
- Heinrich Christoph Naso (1614–1666), Obristwachtmeister und sächsischer Amtshauptmann zu Freyburg
- Hans Christoph – Sohn von Heinrich Christoph von Naso und Marie Katharine von Osterhausen, wurde ein Domherr zu Naumburg.
- Friedrich Wilhelm von Naso – der letzte Namensträger, er verstarb am 3. November 1843, damit ist die Familie erloschen.

Durch Adoption lebt die Familie mit veränderten Wappen jedoch noch heute fort. Christian Friedrich Wilhelm von Naso, der letzte des alten Geschlechts von Naso, hatte seinen Pflegesohn Karl Gustav Hartwig adoptiert, der am 29. Oktober 1828 mit der offiziellen Schreibweise Hartwig genannt von Naso in den erblichen preußischen Adelsstand erhoben wurde.
- Karl Gustav Hartwig genannt von Naso, preußischer Major im 2. Kürassier-Regiment und Adjutant beim Generalkommando des II. Armee-Korps
  - Ludwig Hartwig genannt von Naso (1842–1897), preußischer Generalleutnant, Kommandeur der 15. Division
    - Eckart Hartwig genannt von Naso (1888–1976), deutscher Jurist, Schriftsteller und Chefdramaturg des Württembergischen Staatstheaters Stuttgart
      - Gisela Hartwig genannt von Naso (1917–2008), Tanzpädagogin, Ehefrau (1939 bis 1942) des deutschen Schauspielers, Drehbuchautors und Regisseurs Volker von (Mitschke-)Collande (1913–1990)
- Lancelot von Naso (* 1976), deutscher Filmregisseur und Drehbuchautor

## Wappen
Die ältesten Darstellungen des Wappens sind so zu beschreiben: Im silbernen Schild ein schwarzer, mit zwei roten Straußenfedern besteckter Helm; auf dem Helm über dem Schild, mit rot-silbernen Decken, die beiden Straußenfedern (es kommen auch andere Farben vor).
Das spätere Stammwappen derer von Naso zeigt einen von Silber, Schwarz und Rot geteilten Schild; belegt mit einem Helm, der mit zwei Straußenfedern, rechts schwarz, links rot, besteckt ist. Auf dem Helm mit rechts schwarz-silbernen, links rot-silbernen Decken die beiden Straußenfedern.
Eine geringfügig abweichende Beschreibung gibt das GHdA, wonach das Wappen einen von Silber und Rot durch einen schwarzen Balken geteilten Schild zeigt, der mit einem silbernen Helm belegt ist, der mit zwei (schwarz, rot) Straußenfedern, die in den oberen, silbernen, Teil des Schildes ragen, besteckt ist; auf dem Helm mit rot-schwarz-silbernen Decken die beiden Straußenfedern.